# 丹麦国铁MS型柴油动车组
丹麦国铁MS型柴油动车组（丹麦语：Litra MS）是丹麦国家铁路使用的一型电力传动柴油客运动车组，用于“闪电列车”。1935年制造并投入使用，1973年退役。编组为3节，共制造3列。

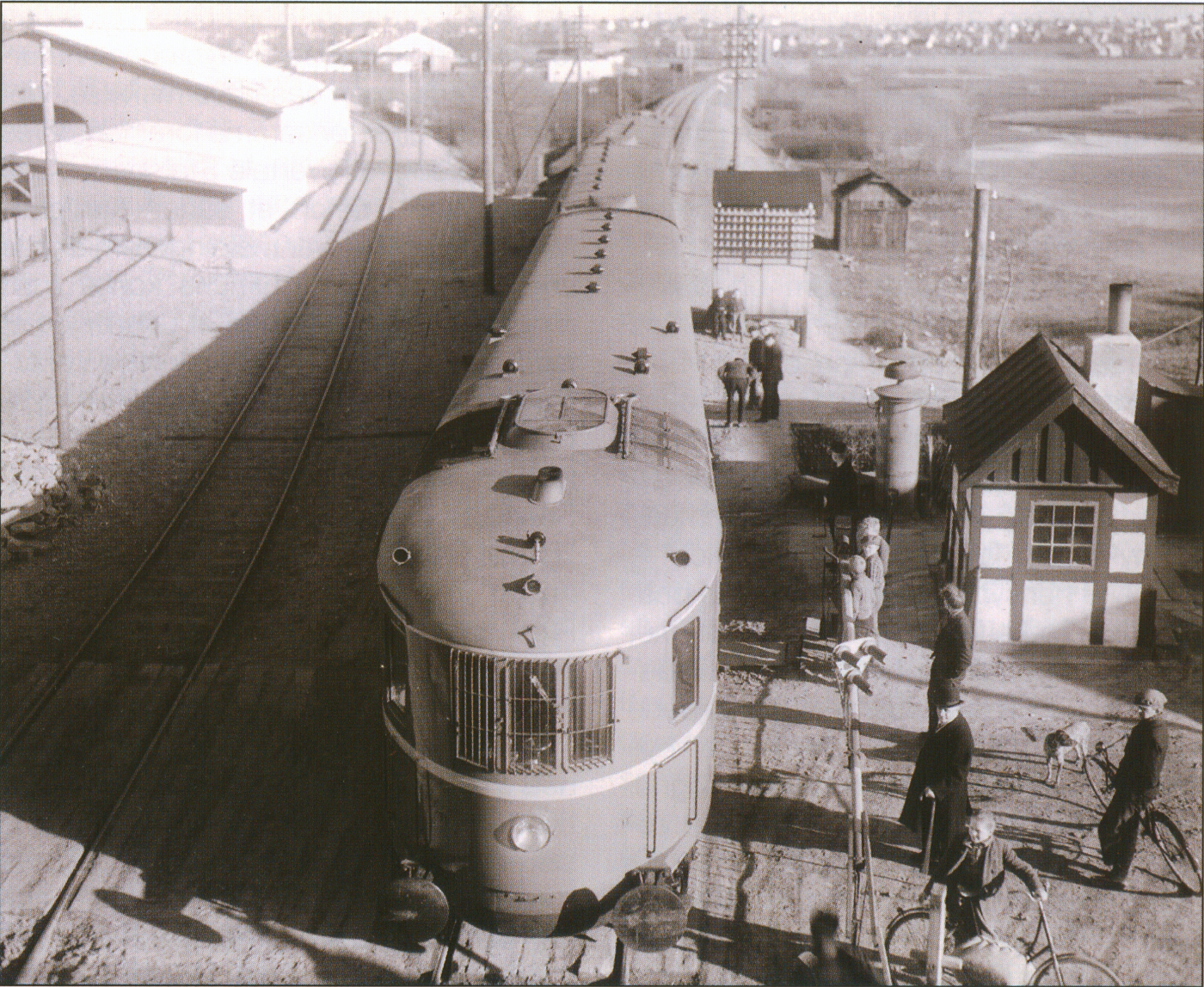
“丹麦国铁MS型柴油动车组”在丹麦兰讷斯试车，1935年拍摄

## 技术参数及车厢布局
| 类型         | 柴油客运动车组                                 |
| 编组         | 3节编组 （有动力头车+无动力中间车+有动力头车） |
| 座位数       | 36个一等座+120个二等座                         |
| 车体材质     | 钢                                             |
| 全列长度     | 64米                                           |
| 车厢长度     | 22米（有动力头车） 20米（无动力中间车）        |
| 营运最高速度 | 120千米/小时                                   |
| 试验最高速度 | 162千米/小时                                   |
| 传动方式     | 电力传动                                       |
| 发动机数量   | 4台                                            |
| 牵引力       | 4 x 184千瓦                                    |
| 轨距         | 1435毫米（标准轨）                             |

| 车厢   | 有动力头车 | 无动力中间车          | 有动力头车 |
| ------ | ---------- | --------------------- | ---------- |
| 座位数 | 52个二等座 | 36个一等座 16个二等座 | 52个二等座 |